# دانشگاه بریستول
دانشگاه بریستول (به انگلیسی: University of Bristol) یک دانشگاه تحقیقاتی دولتی در بریستول واقع در جنوب‌غرب انگلستان است که منشور سلطنتی خود را در سال ۱۹۰۹ میلادی دریافت نمود، اما ریشه تأسیس آن به یک مدرسه کسب‌وکار که در سال ۱۵۹۵ تأسیس شد و کالج دانشگاهی بریستول که در سال ۱۸۷۶ ساخته شد، بازمی‌گردد.